# أخذ العينات التكيفية
أخذ العينات التكيفية هي تقنية تستخدم في علم الأحياء الجزيئي الحسابي لمحاكاة طي البروتين بكفاءة.

## الخلفية
البروتينات تنفق جزءًا كبيرًا - ما يقرب من 96 ٪ في بعض الحالات
 ـ من وقت طيها «تنتظر» في مختلف الطاقة الحرارية الديناميكية المختلفة. وبالتالي، فإن المحاكاة المباشرة لهذه العملية ستنفق قدرًا كبيرًا من الحساب على هذه الحالة، مع حدوث التحولات بين الدول - جوانب طي البروتين ذات الاهتمام العلمي الأكبر - نادرًا فقط. تستغل أخذ العينات التكيفية هذه الخاصية إلى محاكاة مساحة طور البروتين بين هذه الحالات. باستخدام أخذ العينات التكيفية، يمكن إجراء المحاكاة الجزيئية التي كانت ستستغرق عقودًا من قبل في غضون أسابيع.

## النظرية
إذا طوى بروتين من خلال الحالات المستقرة A-> B -> C ، يمكن للباحثين حساب طول الفترة الانتقالية بين A و C عن طريق محاكاة الانتقال A -> B والانتقال B -> C. قد يتم طي البروتين من خلال طرق بديلة قد تتداخل جزئيًا مع المسار A -> B -> C. إن حل المشكلة بهذه الطريقة فعال لأنه يمكن محاكاة كل خطوة بالتوازي.

## التطبيقات
```
يتم استخدام أخذ العينات التكيفية من قبل مشروع الحوسبة الموزعة 
فولدنغ@هوم
 folding@home بالاشتراك مع 
نماذج ماركوف المخفية
 markov state models .
[
2
]
[
3
]
```

## السلبيات
```
على الرغم من أن أخذ العينات التكيفية مفيد للمحاكاة القصيرة، إلا أن المسارات الأطول قد تكون أكثر فائدة لأنواع معينة من المشكلات البيوكيميائية.
[
4
]
[
5
]
```

## انظرأيضا
– فولدنغ@هوم
– نموذج ماركوف المخفي
– علم الأحياءالحسابي
– علم الأحياءالجزيئي